# アルド・マルデラ
アルド・マルデラ（Aldo Maldera、1953年10月14日 - 2012年8月1日）は、イタリア出身の元同国代表の元サッカー選手。ポジションはDF。
2012年8月1日、死去。58歳没。

## 所属クラブ
- 1971年-1982年  ACミラン
- →1972年  ボローニャFC
- 1982年-1985年  ASローマ
- 1985年-1987年  フィオレンティーナ